# Кооптах (зупинний пункт)
Коопта́х — пасажирський залізничний зупинний пункт Куп'янської дирекції Південної залізниці.
Розташований на північному заході Куп'янська (поруч Куп'янський РЕМ), Куп'янський район, Харківської області на лінії Оливине — Огірцеве між станціями Куп'янськ-Південний (2 км) та Моначинівка (15 км).
Станом на травень 2019 року щодоби п'ять пар приміських електропоїздів здійснюють перевезення за маршрутом Вовчанськ — Куп'янськ-Вузловий.